# نووچورتاخ
نووچورتاخ (به لاتین: Novochurtakh) یک منطقهٔ مسکونی در روسیه است که در شهرستان نوولاکسکی واقع شده‌است.